# 青山幸孝
青山 幸孝（あおやま ゆきたか / よしたか）は、江戸時代中期から後期にかけての大名。美濃国郡上藩の第3代藩主。官位は従五位下・大蔵少輔。幸成系青山家7代。

## 略歴
安永7年（1778年）、第2代藩主・青山幸完の長男として誕生した。
文化5年（1808年）、父の死去により家督を継ぐ。文化12年（1815年）に寺社奉行となったが、同年11月25日に死去した。享年38。
跡を長男の幸寛が継いだ。

## 系譜
父母
- 青山幸完（父）
- 水野忠友の娘（母）

正室
- 島 - 阿部正倫の娘

子女
- 青山幸寛（長男）
- 青山幸礼 - 青山幸寛の養子
- 青山成展
- 於久二 - 青山忠裕養女、岡部長慎継室
- 貞 - 観光院、青山忠裕養女、牧野節成正室
- 阿充 - 石川総承正室
- 松平信友正室